# Cimetière de Kensico
 (février 2021).
Si vous disposez d'ouvrages ou d'articles de référence ou si vous connaissez des sites web de qualité traitant du thème abordé ici, merci de compléter l'article en donnant les références utiles à sa vérifiabilité et en les liant à la section « Notes et références ».
Le cimetière de Kensico est un cimetière situé à Valhalla, dans le comté de Westchester, dans l'État de New York.

## Origine
Il a été fondé en 1889, lorsque de nombreux cimetières de New York devenaient pleins et que des cimetières ruraux étaient en cours de création à proximité des chemins de fer qui desservaient la ville[réf. nécessaire]. 

## Présentation
La superficie initiale du cimetière est de 250 acres (1 km2), mais il a été agrandi à 600 acres (2,4 km2) en 1905, avant d'être réduit à 461 acres (1,9 km2) en 1912, lorsqu'une partie a été vendue au cimetière voisin de la Porte du Ciel[réf. nécessaire].
Plusieurs joueurs de baseball sont enterrés dans ce cimetière. De nombreuses personnalités du divertissement du début du XXe siècle, dont Sergueï Rachmaninov, d'origine russe, y ont été enterrées[réf. nécessaire]. Le cimetière a une section spéciale pour les membres de l'Actors Fund of America et de la National Vaudeville Association[réf. nécessaire].
Sharon Gardens est une section de 76 acres (31 ha) du cimetière de Kensico, qui a été créée en 1953 pour les sépultures juives[réf. nécessaire].